# Antašventė
Antašventė (pol. hist. Antoszwińce lub Antoszwińcie) – wieś na Litwie, w okręgu uciańskim, w rejonie malackim, w gminie Janiszki. W 2011 roku liczyła 4 mieszkańców.
We wsi urodził się Andrzej Towiański, polski ziemianin, filozof i przywódca religijny.